# Артамонова, Воля Георгиевна
Во́ля Гео́ргиевна Артамо́нова (25 октября 1928, Ленинград — 2 июня 2015, Санкт-Петербург) — советский и российский врач-профпатолог и врач-терапевт, академик РАН (2013, академик РАМН с 1999), заслуженный деятель науки РСФСР (1991).

## Биография
В 1952 г. окончила Ленинградский санитарно-гигиенический институт. Врачебную деятельность начала в 1952 г. клиническим ординатором кафедры гигиены труда и профболезней. В 1955—1956 гг. — врач-ординатор клиники профболезней; в 1956—1962 гг. — ассистент кафедры гигиены труда и профболезней; в 1962—1964 гг. — доцент кафедры гигиены труда и профзаболеваний Ленинградского санитарно-гигиенического института.
С 1964 г. заведующая первой в Советском Союзе кафедры профессиональных болезней Ленинградского санитарно-гигиенического института.
Начало научной работы В. Артамоновой относится к изучению вибрационной болезни (под руководством видного специалиста — Е. Ц. Андреевой-Галаниной). В. Артамонова изучала разные степени развития заболевания, и разработала дифференциальные подходы к лечению и трудовой реабилитации у рабочих с разной степенью развития патологии. В 1956 г. она защитила кандидатскую диссертацию на тему вибрационной болезни, в 1967 г. — докторскую диссертацию по проблемам лечения вибрационной болезни. На её основе была подготовлена монография «Экспертиза трудоспособности».
Под её руководством проводились клинико-гигиенические исследования развития вибрационной и шумовой болезней, уточнялась роль нейрогуморальных механизмов развития вегетососудистых нарушений; изучались социально-гигиеническая проблемы адаптации и реабилитации больных этими заболеваниями. Эти работы использовались при создании руководства по профессиональным заболеваниям. Работы в области профилактики вибрационной болезни получили высокую оценку со стороны Алисы Гамильтон, приезжавшей в Ленинград в 1960-х.
С 1985 г. В. Артамонова занималась вопросами медицины труда и профессиональной патологии бронхолёгочного аппарата, связанными с изучением пылевых факторов производственной среды (пневмокониозов, хронических обструктивных бронхитов, профессиональной бронхиальной астмы), влиянием на организм химических и биологических факторов.
Академик РАМН (1999) и РАН (2013), академик МАНЕБ. В 2000 году избрана Почетным членом Грузинской академии наук; в 2003 г. избрана почетным доктором Санкт-Петербургской государственной медицинской академии имени И. И. Мечникова. Являлась членом редколлегии журнала «Медицина труда и промышленная экология», редактором раздела медицины труда и профессиональных заболеваний Большой медицинской энциклопедии, председателем проблемной комиссии «Медицинская экология и профилактика профессиональных заболеваний».

## Научная деятельность
Основные направления научной деятельности:
- проблемы этиологии, патогенеза, клинической картины, лечения, профилактики, врачебно-трудовой экспертизы и реабилитации больных при наиболее распространенных формах профессиональных заболеваний, обусловленных воздействием физических, пылевых и токсико-химических факторов производственной среды,
- проблемы патогенеза вибрационной и шумовой патологии, социально-гигиенических аспектов адаптации и реабилитации больных при этих формах профессиональных заболеваний,
- различные аспекты воздействия электромагнитных волн на организм во время работы,
- вопросы профпатологии бронхолегочного аппарата у работающих в условиях воздействия органической пыли.

Результаты научной деятельности обобщены в монографиях, посвященных изучению новой формы пневмокониоза — муллитоза (совместно с Б. Б. Фишманом и Б. Т. Величковским); и «Силикатозы», где были сформулированы общие теоретические вопросы силикатозов, методические подходы к выявлению ранних признаков пневмокониозов от воздействия слабофиброгенной пыли.
Под её руководством защищено более 100 диссертаций, в том числе 24 докторских. В течение 22 лет являлась деканом факультета повышения квалификации преподавателей ЛСГМИ. Затем возглавила Всероссийскую учебно-методическую комиссию по совершенствованию работы преподавателей. Ученики В. Артамоновой работают в 27 странах мира.

## Научные труды
Автор более 400 научных работ, в том числе 12 монографий, нескольких руководств для врачей. В том числе: «Вибрационные болезни», «Врачебно-трудовая экспертиза при вибрационной болезни», «Вопросы врачебно-трудовой экспертизы при профессиональных заболеваниях и реабилитации», «Неотложная помощь при профессиональных интоксикациях», «Аллергозы», «Профессиональные заболевания органов дыхания», «Руководство к практическим занятиям по профессиональным болезням», «Справочник практического врача» и другие. Учебное пособие «Профессиональные болезни» выдержало четыре переиздания. В. Артамонова входила в редколлегию Национального руководства.

## Награды и звания
- Заслуженный деятель науки Российской Федерации (1991),
- Орден Почёта (2002),
- медали «За доблестный труд», «В память 300-летия Санкт-Петербурга», медаль Международной академии экологии, безопасности человека и природы «За заслуги в области экологии» имени Н. К. Рериха (2003),
- серебряная медаль ВДНХ,
- почетные знаки «Отличник здравоохранения», «За отличные успехи в высшей школе» «Жителю блокадного Ленинграда».